# Tripeptid

Tripeptid ze tří aminokyselin Val-Gly-Ala. Zeleně ukončení-N (Valin), modře ukončení-C (Alanin).

Tripeptidy jsou oligopeptidy s molekulou složenou ze tří molekul aminokyselin. Tyto aminokyseliny jsou spojeny peptidovou vazbou. Vědci identifikovali tisíce různých tripeptidů.
Existují tři třídy tripeptidů: rigidní, středně rigidní a nerigidní. Střední skupina je největší a představuje asi 78 procent tripeptidů. Přibližně 18 procent je klasifikováno jako rigidní a 4 procenta nerigidní. Klasifikace se stanoví měřením vzdálenosti mezi atomy v tripeptidech.
Hlavní funkcí tripeptidů je buněčná komunikace. Přispívají také k tělesným funkcím, jako je regulace krevního tlaku a funkce štítné žlázy. S věkem se komunikační signály tripeptidů zhoršují, což způsobuje zdravotní problémy.

## Příklady tripeptidů

Tripeptid Glutation. Zeleně ukončení-N (Glutamin), modře ukončení-C (Glycin).

### Glutation
Z přírodních tripeptidů má všeobecný význam glutation, obsahující zbytky aminokyselin glycinu, cysteinu a kyseliny glutamové, která je vázána anomálně svým γ-karboxylem (γ-glutamylcysteinylglycin). Glutathion je látka tělu vlastní a nachází se v buňkách jak živočichů, tak rostlin i bakterií. Je to antioxidant důležitý pro ochranu zdravých buněk před volnými radikály v těle. Volné radikály mohou způsobit poškození buněk, které je spojováno s vývojem rakovinných buněk.

### Mléčný peptid
Běžným tripeptidem je isoleucin-prolin-prolin, také nazývaný mléčný peptid, který je zodpovědný za udržování nízkého a stabilního krevního tlaku.

### Thyrotropin (TRH)
Hormon uvolňující thyrotropin (TRH) je tripeptid zodpovědný za regulaci uvolňování hormonů ve štítné žláze.

### S-Nitrosoglutathion (GSNO)
Tripeptid S-Nitrosoglutathion (GSNO) je endogenní nitrosothiol (SNO), který hraje rozhodující roli při signalizaci oxidu dusnatého v organismu a je zdrojem biologicky dostupného oxidu dusnatého. Koncentrace GSNO a oxidu dusnatého regulují funkce dýchání a působí v respiračním traktu protizánětlivě.

### Tripeptidy v kosmetice
Tělo používá pro buněčnou komunikaci tripeptidy, dodáním některých tripeptidů se tak může posílit funkce pokožky a zvrátit poškození kůže. To v podstatě dává buňkám zpět jejich mládí a zabraňuje nesprávné buněčné komunikaci v kůži. Tripeptidy se tak staly populárními u kosmetických společností, které vyrábějí přípravky proti stárnutí. Výrobci těchto produktů využívají tripeptid-3 a tripeptid-1 a předpokládají, že stimulují kožní buňky a produkují více kolagenu. Běžné tripetidy používané v produktech proti stárnutí zahrnují acetyl glutamyl heptapeptid-3, acetyl tetrapeptid-9 a acetyl tetrapeptid-11 a argirlin.

### Další tripeptidy
Příklady přirozeně se vyskytujících tripeptidů zahrnují kyselinu oftalmikovou, inhibitor proteázy leupeptin, melanotropin uvolňující inhibiční hormon, lactotripeptidy, GHK-Cu a herbicid Bialaphos. Některé přírodní tripeptidy jako je thyrobolberin inhibují melanocyty. Tripeptid obsahují i některé alkaloidy, hlavně námelový alkaloid. Mezi syntetické tripeptidy patří inhibitory ACE lisinopril, enalapril a ramipril, stejně jako neuroprotektivní analogy thyreoliberinu.